# Mai Thị Giang
Mai Giang tên đầy đủ là Mai Thị Giang (sinh năm 1991 tại An Dương, Hải Phòng) là một người mẫu người Việt Nam. Cô là Quán quân của cuộc thi Vietnam’s Next Top Model năm 2012 và là người mẫu duy nhất của Việt Nam vinh dự giành được Cúp người mẫu Châu Á tại Hàn Quốc năm 2018.

## Xuất thân

### Gia đình
- Mai Thị Giang sinh ngày 7 tháng 2 năm 1991 tại An Dương, Hải Phòng. Giang tốt nghiệp cấp ba trường Trung học phổ thông An Hải, thành phố Hải Phòng. Cô là con út trong gia đình có ba chị em. Bố mẹ cô đều kinh doanh tự do.[6]Gia đình Giang có một cửa hàng Áo Cưới tại phố Tô Hiệu, quận Lê Chân, thành phố Hải Phòng.

### Biệt danh
- Tên "ZANG" của cô trên compcard và portfolio chính thức được bắt nguồn từ việc người trong nghề mẫu ký hiệu và viết tắt tên của cô quá nhiều lần. Cô cũng có nhiều biệt danh khác hầu hết đều liên quan đến chiều cao của cô.[7]

## Sự nghiệp

### Đăng quang Vietnam's Next Top Model 2012
- Tốt nghiệp Đại học Sư phạm Hải Phòng khoa Tài chính ngân hàng khóa 2008-2012.[8][9]
- Quán quân Vietnam's Next Top Model 2012.[10]
- Người mẫu có dáng đi đẹp nhất do ban giám khảo bình chọn - Vietnam's Next Top Model 2012[11]
- Mai Giang là người mẫu trúng nhiều show nhất tại New York trong mùa Vietnam's Next Top Model 2012, đặc biệt là xuất hiện trong show "Bloom" được giới chuyên môn đánh giá cao của nhà thiết kế danh tiếng Omar Salam trong khuôn khổ New York Fashion Week năm 2012.[12][13]
- Giang đã ghi dấu ấn mình vào bản đồ làng người mẫu quốc tế khi được khoác trên mình những bộ trang phục của các nhà thiết kế hàng đầu tại Hoa Kỳ như Omar Salam, Adrian Alicea, Fred Perry, Andres Aquino, Edwing D’ Angelo, Danielle and Chantella[14]
- Có 2 lần được gọi tên đầu tiên bao gồm : FCO beauty với mèo Anh (tập 4) - FCO TVC quảng cáo son môi Shiseido (tập 12).
- Sau khi đăng quang Top Model năm 2012, Mai Giang ký hợp đồng 2 năm với BeU Models[15] và được đào tào chuyên sâu một tháng tại Nhật Bản do Shiseido tài trợ.[16][17][18]
- Giữ vai trò first face và vedette cho bộ sưu tập chủ đạo của show "Sự quyến rũ thuần khiết" tại tòa lâu đài trắng Tamasago xa hoa và lộng lẫy bậc nhất Sài Gòn ngăy sau khi đăng quang năm 2012.[19]
- Ngay sau khi đăng quang, Giang liên tục được mời làm Muse cho một số nhà thiết kế và nhiếp ảnh gia như bộ ảnh "Cô gái Tokio" do Shisheido tài trợ do nhiếp ảnh gia Phạm Hoài Nam thực hiện[20], bộ sưu tập The Muse của nhà thiết kế Đỗ Mạnh Cường năm 2013, bộ sưu tập của Lê Thanh Hòa 2013.[21]
- Được mời làm Muse (nàng thơ) quảng bá cho bộ sưu tập thu đông "Le Rouge" của nhà thiết kế Lê Thanh Hòa năm 2013.[22]
- Được mời làm Muse quảng bá cho bộ sưu tập "Nét Cố Đô" của nhà thiết kế Võ Công Khanh tại Bảo tàng Huế năm 2013.[23]
- Giữ các vị trí quan trọng nhất như first face và vedette trình diễn cho Festival Huế 2013.[24]Giữ vai trò vedette cho bộ sưu tập 5 năm Golden Hairshow năm 2013.[25]
- Giữ vai trò vedette và first face trình diễn cho bộ sưu tập "Dạ khúc xuân" của nhà thiết kế Thuận Việt năm 2013[26]Được mời tham gia trình diễn ra mắt bộ sưu tập "Sự chuyển động của những cánh hoa" của nhà thiết kế Châu Chấn Hưng năm 2013, cô đồng giữ vai trò vedette bên cạnh Hoàng Thùy.[27]

### Sau Top Model
- Xuất hiện trên trang bìa của Cosmopolitan Vietnam, Her World, Touch, 2!Đẹp, Mực Tím[28] và look-book cho các tờ L'Officiel, Đẹp, Harper's Bazaar, Elle, Mốt, Nữ Doanh Nhân.[29][30]
- Năm 2014, Giang trở thành Quán quân đầu tiên và duy nhất của Vietnam's Next Top Model xuất hiện trên trang bìa của báo Bầu - tờ báo có số lượng phát hành lớn nhất dành cho các bà mẹ khi có người con đầu lòng.[31]
- Được mời làm Muse (nàng thơ) cho nhiếp ảnh gia Tâm Phạm lúc 12 giờ đêm ngay sau khi đăng quang với bộ ảnh đen trắng "Le Noir" và tham gia trình diễn cho các show lớn F Fashion Show (Tạp Chí F), Valenciani Fashion Show (nhà thiết kế Adrian Anh Tuấn) năm 2013.[32]
- Tham gia các show danh tiếng Đẹp Fashion Show, Đẹp Fashion Runway 4, các show của Đỗ Mạnh Cường từ 2012 đến 2018, Vietnam International Fashion Week từ năm 2015 đến 2018, Vietnam Fashion Week 2018[33], 2019.[34]
- Vedette và first face cho một số nhà thiết kế nổi tiếng ở Việt Nam như Andrian Anh Tuấn[35][36], Giao Linh, Thủy Nguyễn[37], Hà Duy[38], Lê Thanh Hòa, Hoàng Minh Hà[39], Nguyễn Quang Việt[40]Xuân Lê[41], Phương My[42]và tham gia trình diễn cho một số nhà thiết kế nước ngoài như Victoria Huyền Nguyễn[43], Yumi Katsura[44], vedette cho thương hiệu Chula của Tây Ban Nha[45] trong tuần lễ thời trang Vietnam International Fashion Week.
- Là gương mặt ấn tượng giữ vai trò first face và vedette cho 3 trong 5 bộ sưu tập thuộc khuôn khổ Aquafina Fashion and Passion Show 2013.[46]
- Là gương mặt người mẫu đại diện quảng bá cho chương trình "Cosmopolitan Beauty Awards" do tạp chí Cosmopolitan Vietnam tổ chức năm 2013.[47]
- Là gương mặt người mẫu đại diện của CANIFA vào năm 2013.[48]
- Tham gia các show lớn của CANIFA Canifa Fashion Show các năm 2014[49] và 2017.
- Là gương mặt người mẫu đắt show nhất và giữ những vị trí quan trọng của tuần lễ thời trang Vietnam International Fashion Week 2015.[50]Cô trúng 9 show trong đó có 3 show giữ các vị trí first face và vedette.[51]
- Được mời giữ vai trò first face và vedette cho bộ sưu tập cưới trong chương trình Aquafina Fashion and Passion Show 2015.[52]
- Tham gia Show Người tình nổi tiếng của nhà thiết kế Li Lam, Vietnam Designer Fashion Week năm 2016.[53]
- Là gương mặt xuất hiện trên áp phích đầu tiên của tuần lễ thời trang Vietnam International Fashion Week 2017.[54]
- Được mời tham gia trình diễn cho bộ sưu tập "Giấc mơ phù hoa" của nhà thiết kế Hoàng Minh Hà trong đêm  chung kết Vietnam's Next Top Model All Stars 2017. Cô cũng được đánh giá là người mẫu catwalk đẹp và ấn tượng nhất trong bộ sưu tập này dù không phải là nhân vật chính.[55]
- Được mời làm vedette trong bộ sưu tập Xuân Hè của Elise Fashion Show 2017.[56]
- Được mời trình diễn độc quyền bộ sưu tập “ELLE x IVY MODA - Parisian Mode” cho mùa mốt Thu Đông 2017-2018 của IVY MODA tại Việt Nam.[57]
- Là người mẫu duy nhất của Việt Nam đoạt Cúp người mẫu Châu Á - Người mẫu xuất sắc nhất Châu Á tại Hàn Quốc năm 2018.[58][59]Dựa trên những thành tích cũng như hoạt động lâu năm trong nghề mẫu, Mai Giang được vinh dự là người mẫu duy nhất của Việt Nam nhận được cup Người mẫu châu Á. Lễ trao giải Asia Model Awards được tổ chức thường niên tại Hàn Quốc. Đây là giải thưởng uy tín hàng năm của Hiệp Hội người mẫu Hàn Quốc.[60]
- Tham gia Vietnam Italia Fashion Week 2018, "Tommorowland" by IVY MODA, "Huyền thoại người con gái" và "Bài ngợi ca tình yêu"[61]của nhà thiết kế Adrian Anh Tuấn[62], "Mưa tháng 11" của Hà Linh Thư[63]. Được mời làm Muse (nàng thơ) cho bộ sưu tập Movement & Static term 4 của nhà thiết kế Hà Thông.[64]
- Giữ vai trò là một trong ba vedette của bộ sưu tập Aurora của nhãn hiệu thời trang cao cấp EMSPO trong tuần lễ thời trang Vietnam International Fashion Week mùa Thu Đông 2018.[65]
- Tháng 5 năm 2018, cô được mời làm Muse trong bộ sưu tập "The Boyfriend Jacket" của nhà thiết kế Hà Linh Thư.[66]
- Tháng 1 năm 2019, Giang được mời làm Muse (nàng thơ) quảng bá cho bộ sưu tập "Hương thơm của núi rừng" của nhà thiết kế Hà Duy.[67]
- Tháng 4 năm 2019, Giang tiếp tục được mời làm Muse (nàng thơ) - quảng bá cho bộ sưu tập "Phượng" của nhà thiết kế Hà Linh Thư.[68][69]
- Tham gia trình diễn cho các show lớn năm 2019 như Vietnam Fashion Week mùa Thu Đông 2019[70], Festival Huế 2019[71], Eva de Eva Fashion Show 2019[72], Ivy Moda Fashion Show 2019[73], Elise Fashion Show 2019, vedette cho một trong hai bộ sưu tập trình diễn trong Graduate Fashion Week 2019[74], "Yên" Show của Adrian Anh Tuấn 2019[75], Vietnam Fashion Week Xuân Hè 2020[76], Ivy Moda Step Out Fashion Show 2019, Another day Show của Lê Thanh Hòa 2019[77], Nghệ thuật và Hạnh phúc Show của Hà Linh Thư 2019[78], Festival Áo dài Hoa Đà Lạt by Minh Hạnh 2019,[79],show "I'm going" của Hà Duy 2019.
- Là gương mặt first face mở màn cho Đại show danh tiếng Eva de Eva Fashion Show Xuân Hè 2019 với chủ đề "Color your mood".[80]
- Giữ vai trò vedette cho bộ sưu tập mới nhất của nhà thiết kế người Myanmar Nay Chi Nyan Win trong khuôn khổ Việt Nam - Myanmar Bridal Fashion Show 2019 tại Yangon, Myanmar.[81][82][83]
- Giữ vai trò vedette cho bộ sưu tập mới nhất "The Classy" của nhà thiết kế trẻ Hữu Anh Zoner mùa thu đông năm 2019.[84]
- Là người mẫu mở màn cho slot thứ 2 đêm thứ hai của Vietnam International Fashion Week Thu Đông 2019 mùa thứ 10, giữ vai trò first face và vedette cho bộ sưu tập "Shine your light" của nhà thiết kế Devon Nguyễn[85], tham gia trình diễn bộ sưu tập mới nhất của Frederick Lee[86], vedette cho bộ sưu tập "Sống" của nhà mốt Metiseko.[87][88]
- Được mời làm Muse và trình diễn vedette quảng bá cho bộ sưu tập "Sleep No More" của nhà thiết kế La Phạm tháng 11 năm 2019.[89][90][91]
- Tham gia trình diễn bộ sưu tập "Dear My Princess" của nhà thiết kế Chương Thanh Phong năm 2020.[92], ELLE Wedding Gallery 2020.[93]Được mời chụp lookbook cho bộ sưu tập Xuân Hè 2021 tại London Fashion Week "Hồi Sinh" của nhà thiết kế Trần Hùng.[94][95]Vietnam International Fashion Week 2020.
- Tham gia Fashion Voyage 2021, Fashion Spring Summer 2021. Tham gia Vietnam International Fashion Festival 2021.
- Tham gia show diễn Hào Quang của nhà thiết kế Nguyễn Minh Tuấn[96], show diễn nhà thiết kế Lê Lâm 2022[97], làm người mẫu quảng bá cho thương hiệu AN ST tại Hải Phòng[98], show "Chạm" của Hoàng Minh Hà, The Sixdo 2022 của Đỗ Mạnh Cường, Laget The 2022 Trunk, The Feminine Inscape của Lâm Gia Khang[99], show nhà thiết kế Hà Duy, show An của Lê Thanh Hòa, BST "Sương" của Hoàng Minh Hà[100], Hẹn em của Adrian Anh Tuấn, November Rain của Hà Linh Thư, Vietnam International Fashion Week 2022.
- Tham gia trình diễn trong show của các nhà thiết kế Kelly Bùi, vedette AN ST, Vietnam Future 2024, show nhà thiết kế Hà Duy Xuân Hè 2024.

- Hiện tại, bên cạnh việc tham gia làm mẫu cho các show thời trang, Mai Giang còn mở câu lạc bộ người mẫu dành cho mọi lứa tuổi.[101]

### Giảng dạy và đào tạo
- Năm 2017, Mai Giang được người mẫu Xuân Lan mời về giảng dạy cho học viện đào tạo người mẫu của cô tại Xuân Lan Academy.[102][103][104][105]Giang cũng là giám khảo trực tiếp casting người mẫu cho tuần lễ thời trang trẻ em Việt Nam - VJFW 2018[106][107]Đầu năm 2019, Mai Giang không còn hợp tác và giảng dạy tại Xuân Lan Academy làm dấy lên tin đồn cô và Xuân Lan có xích mích, tuy nhiên sau đó Xuân Lan đã lên báo cho biết đó chỉ là tin đồn và việc Mai Giang không giảng dạy tại học viện của Xuân Lan không ảnh hưởng gì đến tình cảm của hai người.[108][109][110]
- Năm 2018, Giang được mời làm giám khảo cho cuộc thi "Miss University Hải Phòng" 2018 tại Hải Phòng.[111]
- Cuối năm 2018, Mai Giang thành lập câu lạc bộ và trung tâm đào tạo người mẫu Ucan Club, nhằm đào tạo người mẫu trẻ tại Hà Nội.[112]
- Năm 2019, Giang được mời làm giám khảo casting trực tiếp cho cuộc thi Siêu sao mẫu nhí Việt Nam 2019 tại Hà Nội.[113]
- Tháng 11 năm 2019, Giang chính thức thành lập và là đồng sáng lập công ty quản lý và đào tạo người mẫu chuyên nghiệp AM Management tại Hà Nội.[114]
- Tháng 4 năm 2020, Mai Giang chính thức đảm nhiệm vai trò giảng viên khóa đào tạo người mẫu chuyên nghiệp tại học viện beU Academy tại Hà Nội.[115]
- Tháng 11 năm 2020, Giang được mời làm giám khảo Cuộc thi Hoa khôi Hòa Bình Việt Nam 2020[116]

## Đời tư
Mai Giang có chồng là một nhân viên ngân hàng và có hai người con.Cô yêu và lấy bạn học người Quảng Ninh năm 2014, hơn cô 7 tuổithời đại học của mình.Cô sống tại Hải Phòng và chuyển lên Hà Nội hoạt động từ năm 2017.
Mai Giang được đánh giá là một trong số ít những người mẫu có tên tuổi nhưng có cuộc sống ít thị phi và bình yên nhất. Cô không quan tâm đến những thị phi bên ngoài, chỉ tập trung vào công việc của mình và luôn cố gắng lao động nghệ thuật nghiêm túc. Mai Giang cho biết "Mỗi cây mỗi hoa, mỗi nhà mỗi cảnh, nên cuộc sống của mỗi người đều bị ảnh hưởng bởi quan điểm và tư duy của chính bản thân người đó."
Môn thể thao yêu thích của Giang là bơi tự do. Theo như quán quân tiết lộ, cô rất thích bơi và biết bơi nhiều kiểu khác nhau. Có lẽ đây cũng là một lý do giải thích chiều cao mà Mai Giang đang sở hữu.

## Đánh giá
| “ | Lần đầu tiên gặp cô gái này tại New York, tôi đã có thể nhìn ra được Mai Giang sẽ là người chiến thắng...Giang sở hữu một vẻ đẹp tự nhiên với một gương mặt góc cạnh, đặc biệt là phần xương gò má cao. Giang cũng có một làn da khoẻ mạnh, tóc đẹp và đặc biệt cô ấy có một đôi mắt to, rất khác với hình dung của mọi người về đôi mắt một mí của người châu Á. Và theo dõi Giang trong đêm chung kết, tôi nhận thấy Mai Giang có rất nhiều tiềm năng để làm việc ở nhiều lĩnh vực khác nhau. Cô gái này rất hợp với những tấm ảnh beauty, hay gương mặt của các quyển catalogue giới thiệu sản phẩm. Đây cũng là một vẻ đẹp mà các thương hiệu quảng cáo có thể sẽ rất thích. Ngoài ra, các bước catwalk của Giang cũng rất tốt nên cô cũng sẽ thành công tại những sàn diễn thời trang chuyên nghiệp. Nói vui một tí, Mai Giang giống như một package hoàn hảo cho nền công nghiệp thời trang. | ” |
| — Ông Christian Paris - giám đốc công ty quản lý người mẫu Lion Model tại kinh đô thời trang New York | |   |

| “                                                                   | Đây là một trong những người đưa cho tôi cảm hứng và ấn tượng nhiều nhất | ” |
| — Nam Trung - giám đốc sáng tạo, giám khảo Vietnam's Next Top Model |                                                                          |   |

| “                                                                                       | Tôi dám khẳng định gương mặt châu Á của Giang hoàn toàn phù hợp với thị trường quốc tế | ” |
| — Đỗ Mạnh Cường - nhà thiết kế, giám đốc thời trang, giám khảo Vietnam's Next Top Model |                                                                                        |   |

| “                                                          | Mai Giang là một trong những quán quân của Vietnam's Next Top Model có tố chất và tài năng | ” |
| — Xuân Lan - người mẫu, giám khảo Vietnam's Next Top Model |                                                                                            |   |

| “                                                                  | Tôi rất thích phong cách thanh lịch và tao nhã của Giang. Cô ấy sở hữu một gương mặt rất ấn tượng, đậm chất Việt Nam, rất Á Đông. | ” |
| — Ông Jason Baumann - Giám đốc điều hành của BeU Models Management | |   |

| “                                                                                 | Mai Giang giống như một nụ hoa e ấp. Người ta rất dễ bỏ qua những nụ hoa bé nhỏ trong một rừng hoa, nhưng nếu có người phát hiện và chăm chút cho nụ hoa ấy, nó sẽ nở rộ và tỏa hương sắc hơn bất cứ đóa hoa nào | ” |
| — Bà Lê Thị Quỳnh Trang - giám đốc sản xuất, ban tổ chức Vietnam's Next Top Model | |   |

| “                                                                               | Bộ sưu tập này được lấy cảm hứng từ nhân vật Phượng trong tiểu thuyết nổi tiếng 'Người Mỹ trầm lặng' của tác giả người Anh, Graham Greene - cô gái quyến rũ của chốn Sài Gòn hoa lệ. Với ý tưởng này, tôi nghĩ ngay đến Mai Giang. Không chỉ sở hữu gương mặt ấn tượng mà Quán quân Next Top 2012 còn toát lên thần thái rất hấp dẫn, vô cùng gợi cảm. | ” |
| — Hà Linh Thư - nhà thiết kế, một trong mười nhà thiết kế nổi bất nhất Việt Nam | |   |

| “                                                                              | Gương mặt đậm chất Á đông với gò má cao, xương hàm vuông của Mai Giang thích hợp với hình ảnh của những cô gái miền Tây Bắc mà tôi muốn gửi gắm trong bộ sưu tập...Sự mặn mà của người phụ nữ đã có con sẽ càng làm cho tinh thần của bộ sưu tập mạnh mẽ hơn. Tôi muốn thể hiện vẻ đẹp của những cô gái khi đã có con và lập gia đình. Trong hoàn cảnh nào thì chúng ta cũng đều có thể khai thác được vẻ đẹp của họ, vẻ đẹp từ hình thức cho đến nội tâm | ” |
| — Hà Duy - nhà thiết kế, giám đốc thời trang, giám khảo Siêu mẫu Việt Nam 2018 | |   |